# 紐頓阿比區
紐頓阿比區 （Newtownabbey Borough Council；愛爾蘭語：Comhairle Baile Bhaile na Mainistreach），是北愛爾蘭東部的一個區，東南臨貝爾法斯特灣。面積151 km²，2006年人口81,200人。區行政中心為紐頓阿比。2015年4月1日與安特里姆區併為安特里姆與紐頓阿比區。